# Balduí de Tolosa

Segons la Història dels Albigesos, va portar el mateix escut que el seu germà.

Balduí de Tolosa, nascut al voltant del 1165 i executat el 1214, és un dels quatre fills de Ramon V de Tolosa i de Constança de França.
Ell havia passat la seva joventut amb la seva mare, que havia tornat a la cort de França després de separar-se del seu pare. No va ser fins a la mort del seu pare el 1194 que es va traslladar a Tolosa. El seu germà Ramon VI de Tolosa el rep malament per por d'haver de compartir l'herència paterna i fins i tot va qüestionar el seu naixement, però l'actitud conciliadora de Balduí va fer que finalment s'arreglessin les coses. Ramon li dona Bruniquel en feu i el nombra tutor del seu fill en el seu testament.
A principis de l'any 1211 Ramon li confia el castell de Montferrand per defensar-lo contra l'exèrcit de Simó IV de Montfort, qui encapçala la croada contra els albigesos. Aguanta el primer atac de Simó, malgrat que disposa de poques tropes per defensar el castell, però s'adona que no tindrà èxit en mantenir un llarg setge. Negocia amb Simó, que ja el coneixeia de veure'l sovint quan era a la cort de França, i li va oferir la rendició del castell a canvi de perdonar la vida als seus habitants i de deixar lliure a les tropes defensores. Quan va tornar a Tolosa el seu germà li va retreure violentament l'haver perdut el castell. Balduí decideix unir-se a l'exèrcit dels croats i Simó li va donar la custòdia del castell de Saint-Antonin.
Va participar en diverses campanyes de Montfort, especialment a la batalla de Muret. Després de la batalla va tornar a les seves possessions del Comtat de Carcí però dos parents del comte de Tolosa el fan presoner al castell de Lolmie i el lliuren a Ramon que es trobava a Montalban. Allí, el seu germà el va penjar per traïdor al 17 de febrer de 1214. Com a venjança, Simó de Montfort va impedir la negociació de pau que el Papa estava a punt de fer a l'Occitania.
Guilhem de Tudela, l'autor de la primera part de la Cançó de la Croada, estava al seu servei.
Balduí estava casat amb Alix, filla i hereva de Sicart V, vescomte de Lautrec i va tenir una nombrosa descendència. És l'avantpassat de Henri de Toulouse-Lautrec, un famós pintor francès.